# Saari-Taimenjärvi
Saari-Taimenjärvi eller Taimenjärvi är en sjö i Finland. Den ligger i kommunen Enare i landskapet Lappland, i den norra delen av landet, 1 000 km norr om huvudstaden Helsingfors. Saari-Taimenjärvi ligger 270 meter över havet. Arean är 32 hektar och strandlinjen är 3,28 kilometer lång. Sjön  ingår i Pasvik älvs huvudavrinningsområde. 